# SPARK-AGAIN
『SPARK-AGAIN』（スパーク・アゲイン）は、Aimerの19枚目のシングル。2020年9月9日にエスエムイーレコーズよりリリースされた。

## 概要
前作より7ヶ月ぶり、Aimerのデビュー9周年を記念したシングル。エスエムイーレコーズでは最後となるシングル。表題曲はテレビアニメ『炎炎ノ消防隊 弐ノ章』オープニングテーマ、カップリング曲「悲しみの向こう側」は三和酒類『iichiko NEO』CMソング、「Work it out」は関西テレビ『グータンヌーボ2』エンディングテーマ。

### 仕様
「通常盤」「初回生産限定盤」「期間生産限定盤」の3形態で発売。初回生産限定盤には「SPARK-AGAIN」ミュージックビデオ収録のDVD、期間生産限定盤には「SPARK-AGAIN」のTVサイズバージョンとTVアニメ『炎炎ノ消防隊 弐ノ章』ノンクレジットオープニングムービー収録のDVDが付属。

## ジャケット・アートワーク
線香花火部分のみを切り取ったものが使用されており、Aimerの肖像は一切無い（裏目にアーティスト写真として掲載）。後にリリースされた6thアルバム『Walpurgis』には、本作と同時に撮影を即行。アルバムのタイトルである「ヴァルプルギスの夜」をモチーフに、Aimerの背後が写ったアートワークとなっている。
期間限定盤のジャケットアートワークは「炎炎ノ消防隊」原作者・大久保篤による描き下ろしイラスト。

## チャート成績
2020年9月21日付のオリコン週間ランキングでは初動約1万4千枚を売り上げ、週間3位にランクインした。

## ミュージック・ビデオ
2020年7月24日に公開。2022年12月現在1100万回以上再生されている。

## 収録曲
全曲作詞：aimerrhythm
1. SPARK-AGAIN
作曲：飛内将大／編曲：飛内将大・玉井健二
2. 悲しみの向こう側
共作詞：矢田亨／作曲：矢田亨／編曲：今野均・百田留衣・玉井健二
3. Ash flame
作曲：永澤和真／編曲：百田留衣・玉井健二
4. Work it out
作曲：AlbatoLuce／編曲：釣俊輔・玉井健二
5. SPARK-AGAIN (TV size)（期間生産限定盤のみ）

初回生産限定盤DVD
- SPARK-AGAIN (MUSIC VIDEO)

期間生産限定盤DVD
- TVアニメ『炎炎ノ消防隊 弐ノ章』ノンクレジットオープニングムービー

## カバー
- Roselia［湊友希那（相羽あいな）］ - ゲーム『バンドリ! ガールズバンドパーティ!』に収録（2021年12月11日追加[6]）。